# Alba (Canazei)
Alba (Delba in ladino) è una frazione del comune italiano di Canazei, nella provincia di Trento, in Trentino-Alto Adige.

## Geografia fisica
Il borgo è situato nella Val di Fassa, a 1 517 m d'altitudine, sulle sponde del torrente Avisio. Dista circa 2 km dal capoluogo comunale.

## Monumenti e luoghi d'interesse
- Chiesa di Sant'Antonio Abate, chiesa parrocchiale della frazione, risale originariamente al 1410 quando era ancora una cappella tardo-gotica, poi ampliata in epoca moderna.[1] All'interno, nel coro e nella navata, sono conservati pregevoli affreschi rinascimentali.[1]

## Infrastrutture e trasporti
La frazione è posta lungo la strada statale 641 del Passo Fedaia.

## Economia

### Turismo
Alba è rinomata soprattutto come località turistica estiva ed invernale, collegata al comprensorio sciistico "Ciampac - Buffaure" dalla cabinovia Ciampac, e da dicembre 2015 al Sellaronda grazie alla funivia Col de Rossi. In estate è possibile intraprendere escursioni nei gruppi montuosi Sella, Costabella, Monzoni e Marmolada, l'ultima collegata dalla famosa Via Alpina su un percorso ricco di splendidi panorami.

## Sport
Ad Alba si trova il palazzo del ghiaccio "Gianmario Scola", sede della società di hockey su ghiaccio Hockey Club Fassa.